# Nagroda Rafto

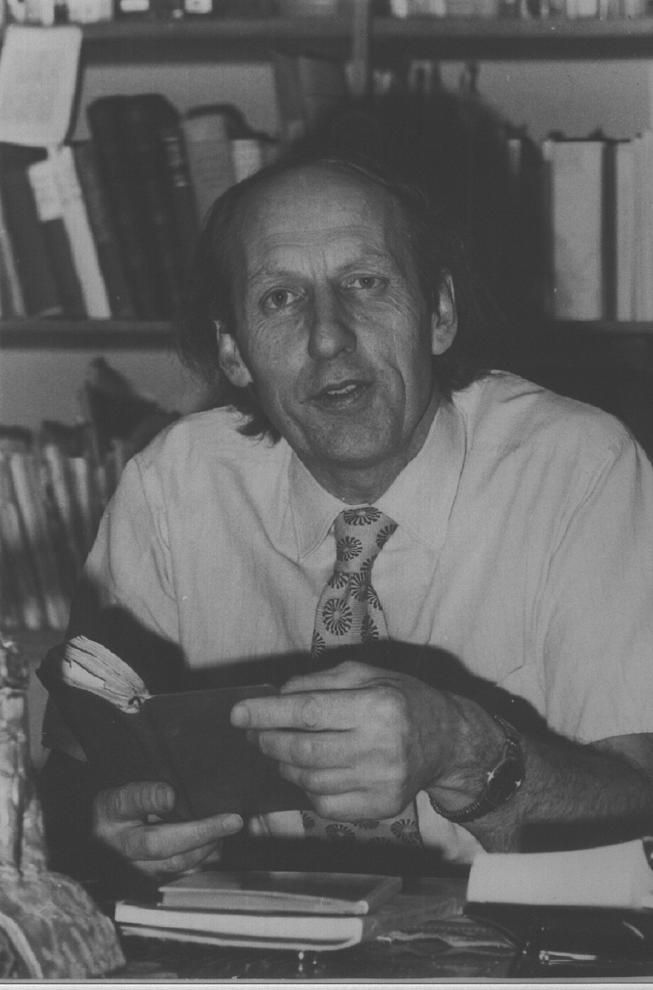
Thorolf Rafto (1922‐1986)

Nagroda Rafto (Raftoprisen (norw.)) – norweska nagroda za działania w obronie praw człowieka ustanowiona dla uczczenia profesora Thorolfa Rafto.
Nagroda wręczana jest corocznie w pierwszą niedzielę października. Od 1990 oficjalna ceremonia odbywa się w Teatrze Narodowym w Bergen.

## Kryteria nominacji
Zgłoszenia kandydatur mogą być dokonywane przez każdą osobę lub organizację zainteresowaną ochroną  praw człowieka. Aktywność kandydatów musi być zgodna z Powszechną deklaracją praw człowieka ONZ, obejmować ochronę praw człowieka i pokojowa. Zgłoszenia przyjmowane są do 1 lutego każdego roku.
Decyzję o wyborze kandydatów podejmuje Komitet składający się głównie z naukowców. Ostateczną decyzję o wyborze podejmuje Rada Dyrektorów Fundacji Rafto.

## Laureaci
| Rok  | Laureat                                                            | Państwo                          |
| ---- | ------------------------------------------------------------------ | -------------------------------- |
| 2019 | Rouba Mhaissen                                                     | Syria/Liban                      |
| 2018 | Adam Bodnar i Biuro Rzecznika Praw Człowieka                       | Polska                           |
| 2017 | Parveena Ahanger and Parvez Imroz                                  | Jammu i Kaszmir (Indie)          |
| 2016 | Yanar Mohammed                                                     | Irak                             |
| 2015 | Ismael Moreno ("Padre Melo")                                       | Honduras                         |
| 2014 | Agora - Paveł Czikow                                               | Rosja                            |
| 2013 | Bahrain Centre for Human Rights                                    | Bahrain                          |
| 2012 | Nnimmo Bassey                                                      | Nigeria                          |
| 2011 | Sexual Minorities Uganda (SMUG) i jej lider Frank Mugisha          | Uganda                           |
| 2010 | Biskup José Raúl Vera López                                        | Meksyk                           |
| 2009 | Malahat Nasibova                                                   | Azerbejdżan                      |
| 2008 | Pastor Bulambo Lembelembe Josué                                    | Demokratyczna Republika Kongo    |
| 2007 | National Campaign on Dalit Human Rights                            | Indie                            |
| 2006 | Thich Quang Do                                                     | Wietnam                          |
| 2005 | Lidia Jusupowa                                                     | Rosja                            |
| 2004 | Rabije Kadir                                                       | Chiny                            |
| 2003 | Paulos Tesfagiorgis                                                | Erytrea                          |
| 2002 | Mohammed Daddach                                                   | Sachara Zachodnia (Maroko)       |
| 2001 | Szirin Ebadi                                                       | Iran                             |
| 2000 | Kim Dae-jung                                                       | Korea Południowa                 |
| 1999 | Hienadź Hruszawy                                                   | Białoruś                         |
| 1998 | ECPAT                                                              | Tailandia                        |
| 1997 | Romowie, reprezentowani przez Iana Hancocka                        |                                  |
| 1996 | Palermo Anno Uno                                                   | Włochy                           |
| 1995 | Komitet Matek Żołnierzy Rosji                                      | Rosja                            |
| 1994 | Leyla Zana                                                         | Turcja                           |
| 1993 | ludność Timoru Wschodniego, representowana przez José Ramosa-Hortę | Timor Wschodni (Indonezja)       |
| 1992 | Preah Maha Ghosananda                                              | Kambodża                         |
| 1991 | Jelena Bonner                                                      | Związek Radziecki                |
| 1990 | Aung San Suu Kyi                                                   | Birma                            |
| 1989 | Doina Cornea Fidesz (Dr Péter Molnár)                              | Rumunia Węgry                    |
| 1988 | Trivimi Velliste                                                   | Estońska SRR (Związek Radziecki) |
| 1987 | Jiří Hájek                                                         | Czechosłowacja                   |